# Olteni
Olteni est une commune du județ de Teleorman en Roumanie.